# 대한드래곤보트협회
대한드래곤보트협회(大韓드래곤보트協會, Korean Dragon Boat Association, KDBA)는 대한민국의 드래곤보트 종목 행정을 총괄하는 스포츠 행정 기구이다.